# Palatul Cantacuzino (Florești)

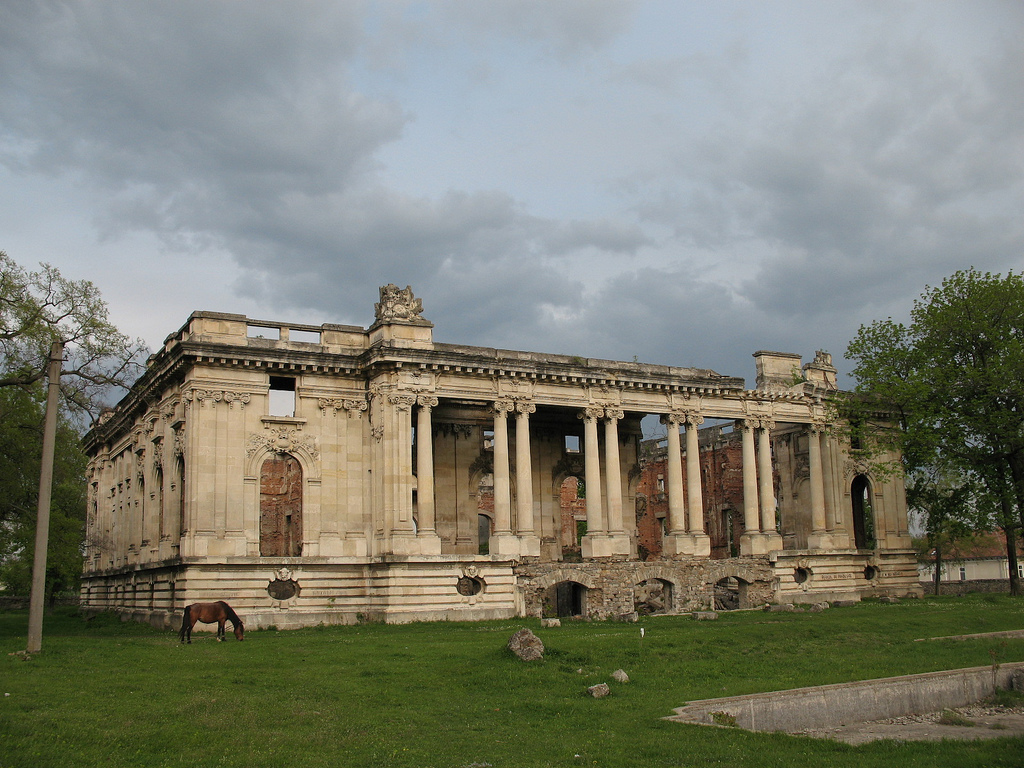
Vedere din față

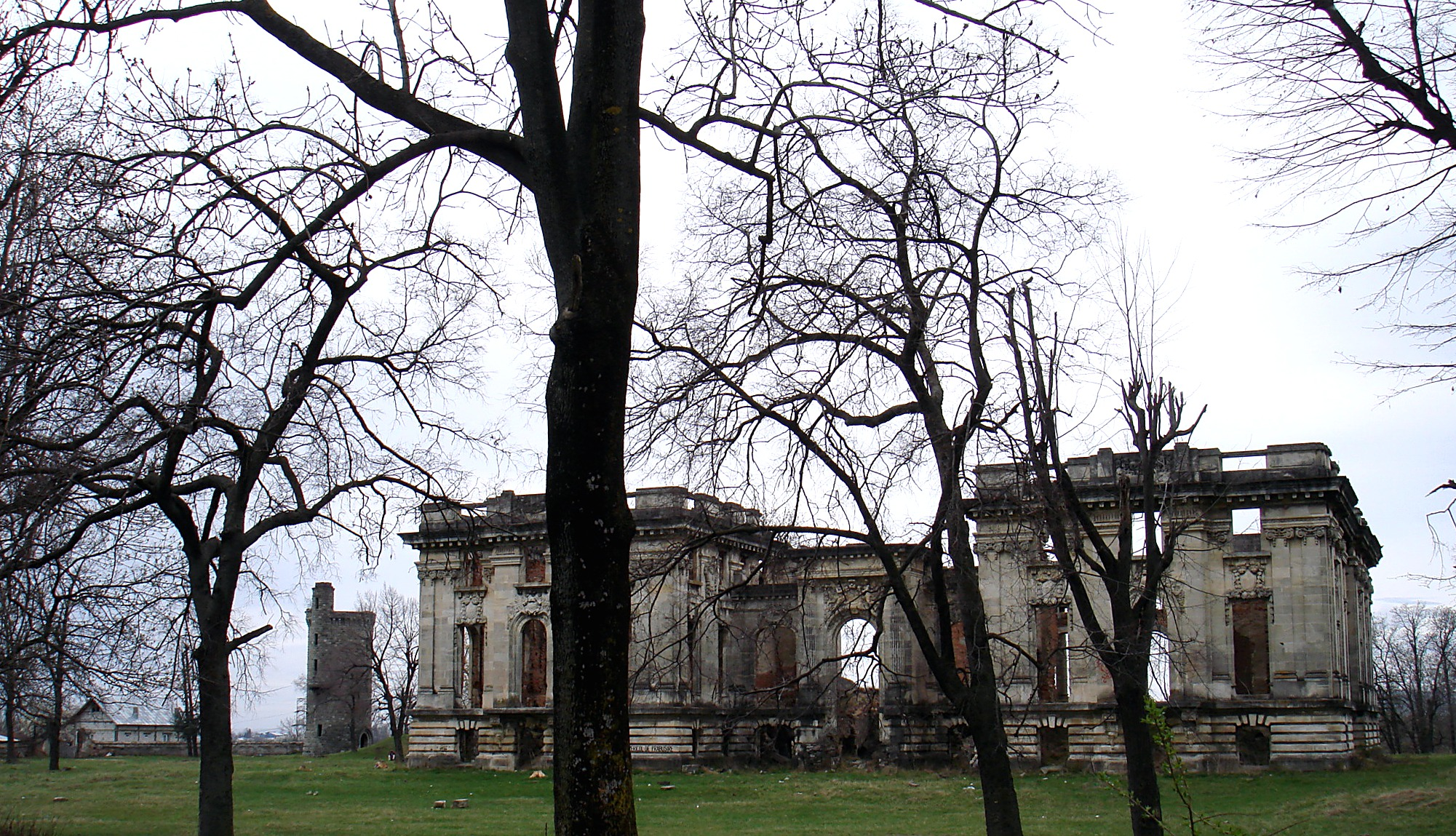
Vedere din spate
În planul îndepărtat se vede turnul de apă care alimenta ansamblul arhitectonic

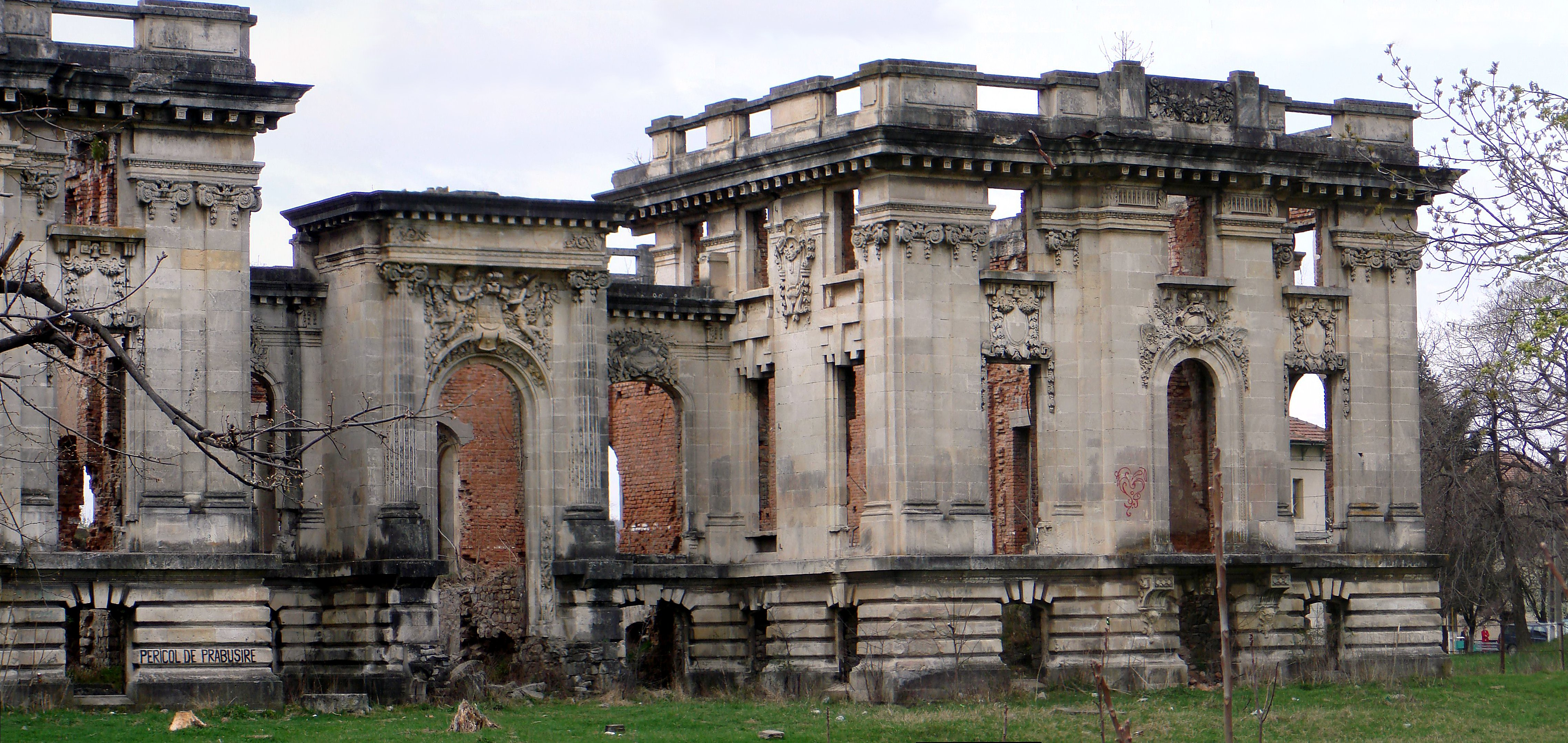
Vedere din spate - detaliu

Palatul Cantacuzino, supranumit și „Micul Trianon”, a fost construit la Florești, județul Prahova de boierul Gheorghe Grigore Cantacuzino, zis Nababul, și i-a fost lăsat moștenire fiului său Mihail G. Cantacuzino. Palatul a fost realizat de meșteri francezi, într-un stil eclectic francez, dominat de elemente rococo și neoclasice, după planurile arhitectului Ion D. Berindey, care mai proiectase pentru același boier palatul aflat pe Calea Victoriei nr. 141, cunoscut sub denumirea de Palatul Cantacuzino din București, care adăpostește, în prezent, Muzeul Național „George Enescu”.
Proiectul arhitectului Ion Berindey se inspiră din arhitectura palatelor Micul Trianon și Marele Trianon, situate în grădina Palatului Versailles din Franța.
Construcția, realizată în stilul "Mavros", a beneficiat de toate cuceririle tehnicii din epocă, inclusiv betonul armat, șina de cale ferată și granitul, folosite în premieră de Anghel Saligny la podul Regele Carol I de la Cernavodă.
Alegerea arhitectului Berindey pentru construirea Palatelor Cantacuzino din București și Florești are următoarea explicație: în 1898, Ion Berindey fusese numit arhitect-șef al Ministerului de Interne, funcție pe care a ocupat-o până în 1901. În această calitate a colaborat cu George Grigore Cantacuzino, care era Prim Ministru (1899-1900).

## Descriere
Palatul avea la parter 15 încăperi, din care o mare sală de onoare de 70 mp. Construit din cărămidă și placat pe exterior cu piatră de Albești, asemănătoare travertinului, palatul are la fațada principală vestică o colonadă ce închide o terasă spre care răspund ușile.
Palatul lui George Grigore Cantacuzino imită ca structură Micul Trianon, fiind construit pe 3 nivele inegale (demisol, parter și etaj), dar împrumută o parte din elementele fațadei de la Marele Trianon. Cele zece coloane neoclasice ce ritmează fațada palatului de la Florești sunt grupate în perechi, cu excepția extremelor, ca la Marele Trianon, care are însă șaisprezece coloane.
Pe fațada estică, între cele două corpuri decroșate, deasupra intrării holului de onoare, la nivelul etajului unu, se află o splendidă sculptură în basorelief, reprezentând doi îngeri care poartă blazonul familiei. Remarcabile, prin desăvârșita lor frumusețe, sunt ancadramentele ferestrelor, sculptate în piatră de Albești, cu motive diferite pentru fiecare dintre cele trei nivele inegale ale palatului. Fundația palatului și întregul demisol sunt realizate din piatră brută cu ziduri de 80 centimetri grosime, ceea ce și explică păstrarea aproape intactă a primului nivel. La nivelul parterului și etajului zidurile exterioare au 60 centimetri grosime.
Pentru finisajele exterioare s-a folosit calcarul alb de Albești, material considerat la acea vreme ca fiind la fel de prețios ca marmura. Pentru a crea o ambianță armonioasă și elegantă, boierul Cantacuzino a plantat arbuști de esență rară în jurul palatului.
În fața palatului a fost amenajată și un bazin, a cărui formă se poate distinge și în zilele noastre. Palatul avea un sistem de încălzire centrală asemănător cu cel de la Castelul Peleș și mai multe săli de bal destinate oaspeților dornici de distracție.

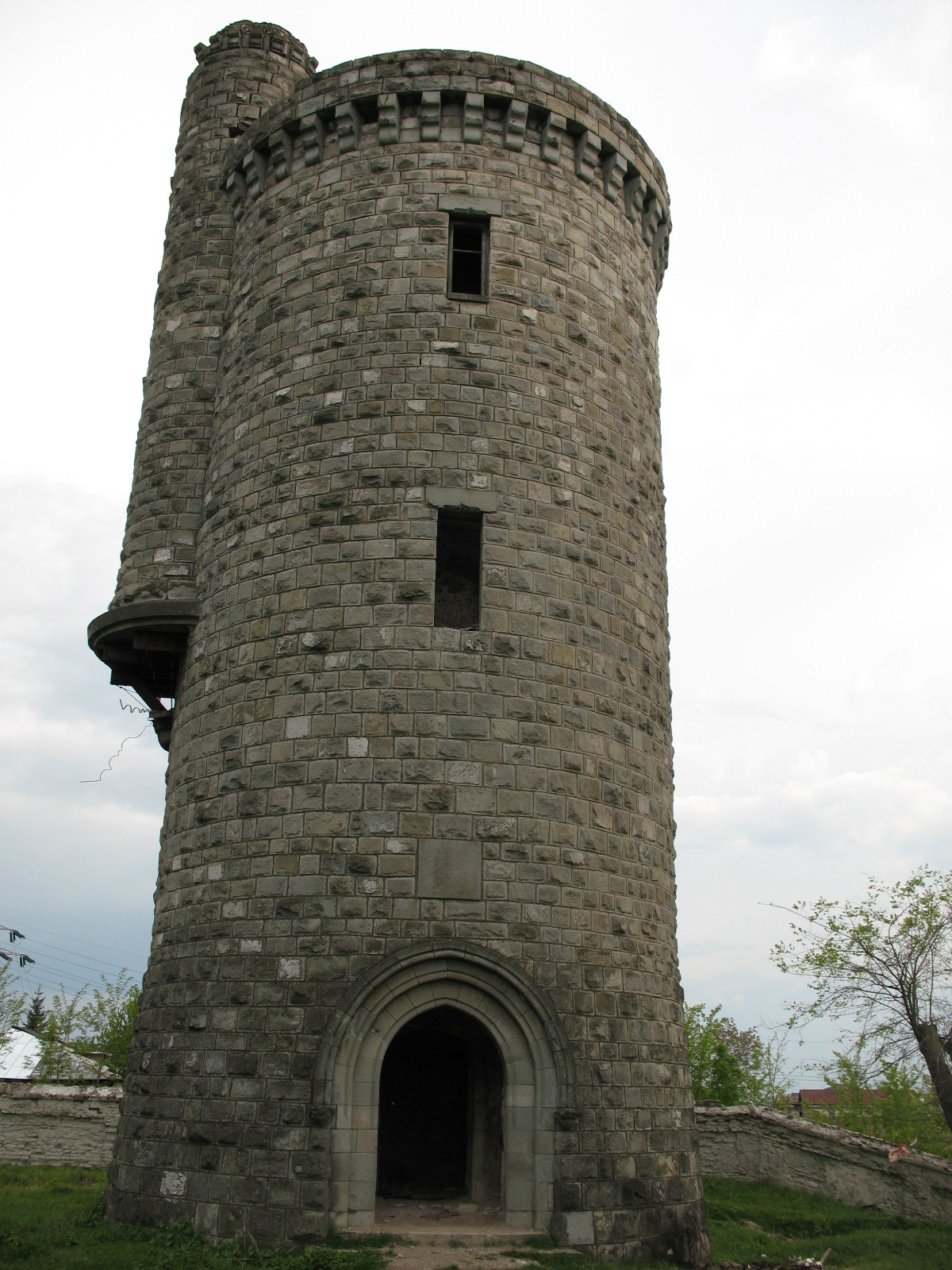
Turnul de apă

Grădina din fața palatului, desenată de peisagistul francez Emile Pinard după modelul parcurilor "à la française" cobora în mai multe terase de la bazinul astăzi secat, înspre lunca Prahovei. Din bazin, apa se scurgea în trepte într-un canal cu apă, care traversa tot parcul și poate fi urmărit și astăzi, deși secat, până la vărsarea în Prahova. Peste acest canal cu apă, se trecea peste mai multe podețe, dintre care unul, cel mai mare, se păstrează foarte bine și astăzi. În parc erau înălțate mai multe statui din piatră, ale căror fragmente se mai văd risipite prin iarbă. Tot în incinta parcului, la o mică distanță de palat, se află o altă construcție impunătoare datănd din jurul anului 1830, un imens castel de apă înalt de 30 metri (declarat monument, cu cod LMI PH-II-m-A-16490.02), care seamănă izbitor cu Turnul Chindiei de la Târgoviște, pe care în mod sigur a vrut să îl imite.
În urma primei vizite la palat, Maria Tescanu Rosetti, nora lui George Grigore Cantacuzino și soția lui George Enescu descrie astfel cadrul natural în care a fost construit palatul:
"Adevărat paradis terestru, cu atât mai impresionant cu cât nici de pe calea ferată ce traversează câmpia între Florești și Băicoi, nici împrejurimile prăfuite ale proprietății, nici drumul desfundat care leagă gara de castel nu lăsau să se întrevadă ceva asemănător. Colorit bogat, armonios împărțit: straturi înflorite, catifeaua de un verde intens a pajiștilor netede, carpeni rămuroși, tunși impecabil, tufe pline de flori mirositoare; bazine, fântâni arteziene după moda franceză, linia clasică a aleilor lungi, cu pietrișul fin bine netezit, care aminteau grădinile de la Versailles, înviorate de asfințitul soarelui de mijloc de august; pâlcuri de vile luminoase și de pavilioane vesele, împodobite cu capucine și mușcate (fiecare copil dispunea la Florești de locuința sa personală, așezată în jurul corpului principal, doar mesele se luau în comun)".

## Istoric

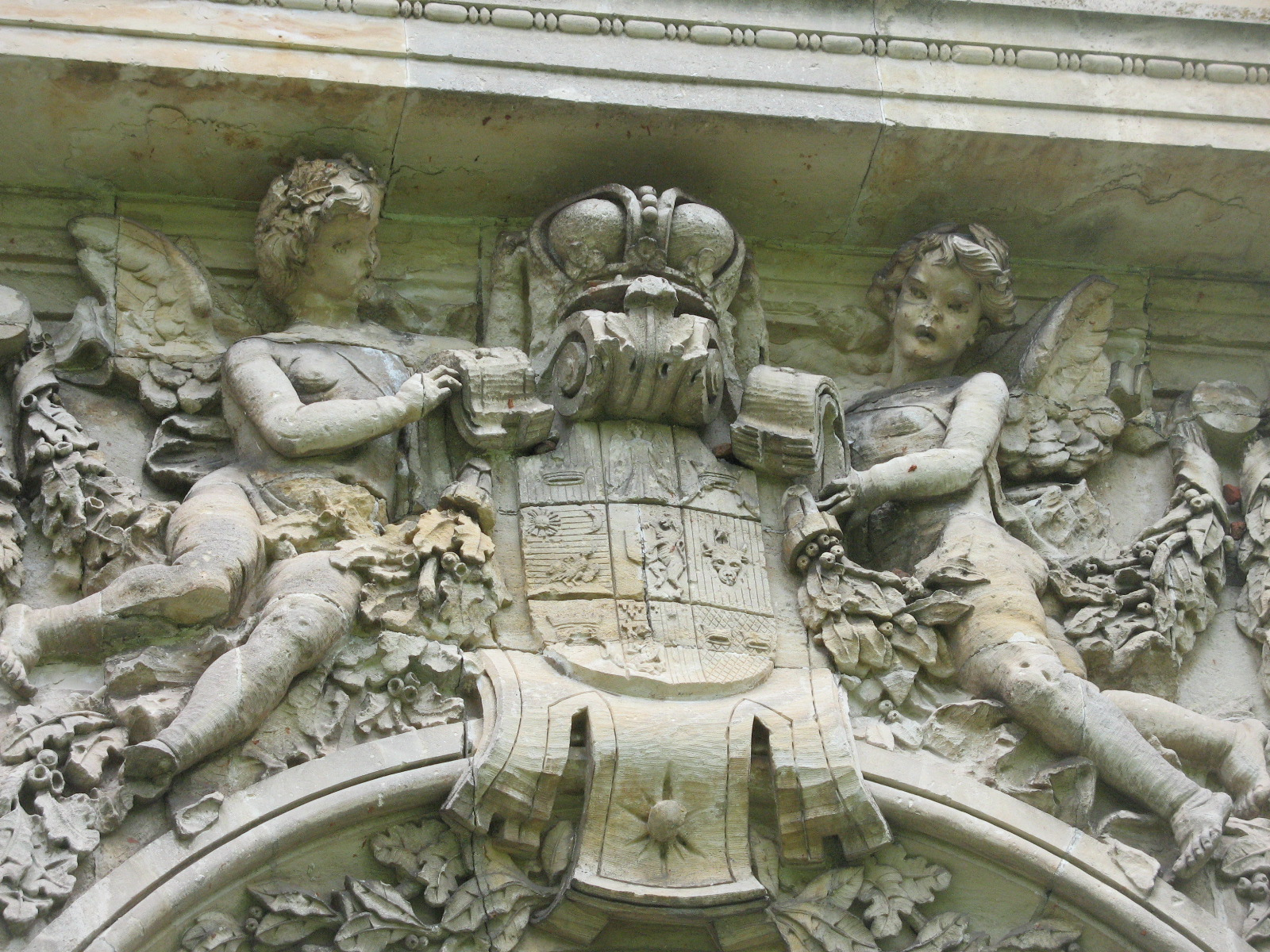
Blazonul familiei păstrat deasupra intrării din spate

Lucrările, începute în 1911 (sau 1907 după alte surse) erau aproape terminate în 1913, când Nababul a murit, pe neașteptate, de pneumonie. Mai trebuiau făcute doar unele finisaje interioare. Mihail, fiul lui Gheorghe Grigore Cantacuzino, care a moștenit palatul, nu s-a simțit atras de terminarea proiectului, așa că pur și simplu a încuiat palatul și nu a finalizat lucrările. Din acel moment, a început degradarea palatului. În Primul Război Mondial, germanii au luat tabla de cupru de pe acoperiș și sobele de teracotă. Și cutremurul din 1940 l-a afectat serios. Generalul Friedrich Paulus, mare iubitor de artă, a scris în memoriile sale: "Valea Prahovei, pe lângă petrol și Castelul Peleș mai are o bogăție de neprețuit: palatul Micului Trianon, mai izbutit și măreț decât originalul de la Paris".
A urmat prăpădul lăsat în urmă de ruși în al Doilea Război Mondial, care au furat tot ceea ce era de valoare.
În 1945 construcția se afla în proprietatea nepoatei Nababului, Alice Cantacuzino (fiica lui Mihai, dispărut intr-un accident de mașină în 1928, și a Marucăi, născuta Rosetti), care cere Comisiunii Monumentelor Istorice trecerea ei sub protecție legală. Comisiunea a acceptat cererea, apreciind frumusețea parcului și însemnătatea istorică a locului frecventat de numeroase personalități.
Naționalizarea din 1948 a deposedat familia de întreaga proprietate, care a fost preluată de stat.
Domeniul Cantacuzino mai cuprinde 7 clădiri anexe construite în jurul anilor 1830-1850, o biserică și parcul dendrologic de 150 de hectare care se întinde pe 3 km de-a lungul Văii Prahovei, populat cu arbuști de esență rară, apeducte, terenuri de vânătoare, golf și echitație.
Ce a rămas din palat, anexe și parc a fost transformat de comuniști într-o unitate de dresaj canin. După 1965, în clădirile anexe s-a înființat un sanatoriu TBC, care funcționează și până în ziua de azi. La cutremurul din 1977 s-au prăbușit 4 din cele 5 coșuri, ceea ce a dus și la distrugerea zidurilor interioare. Distrugerile directe au fost întreprinse și de săteni care au demontat tot ce se putea sau chiar au demolat unii din pereții rămași pentru a refolosi materialele de construcție.

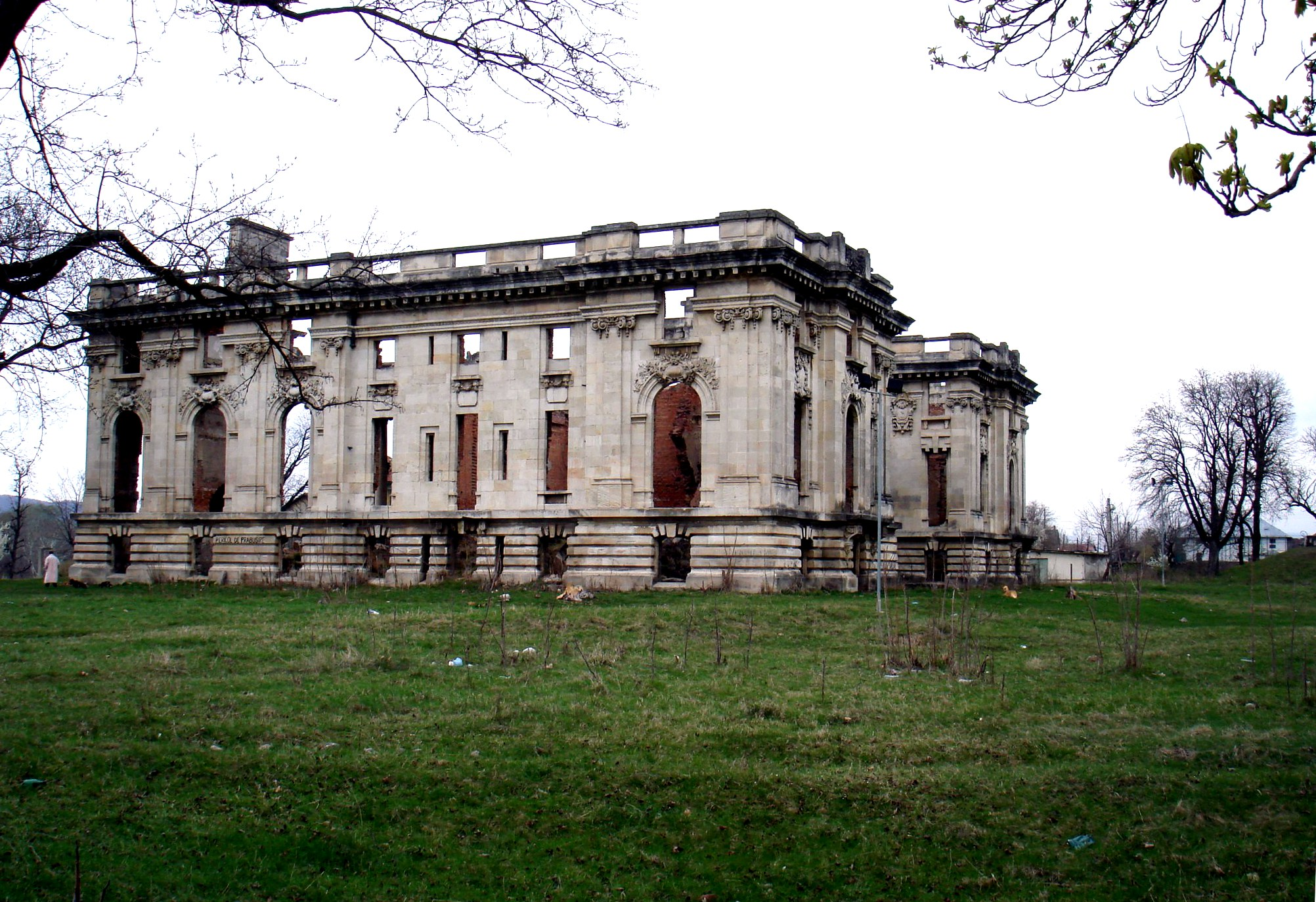
Vedere din lateral

## Situația prezentă
Inainte si dupa Revoluția Română din 1989 au apărut inițiative de renovare dar toate s-au lovit în primul rând de existența sanatoriului TBC. Acesta ar trebui închis și, pentru a elimina complet pericolul, ar fi nevoie de măsuri extreme, inclusiv înlocuirea unui strat de jumătate de metru de pământ din împrejurimi. Mai nou, palatul suferă din cauza unei ciuperci litofage, un fel de cancer al pietrei. Nici interpelarea solistei de operă Eugenia Moldoveanu în Parlamentul României, din 22 aprilie 2003, în perioada în care a fost deputat de Prahova, nu a avut succes, Ministerul Culturii invocând lipsa fondurilor necesare refacerii unui palat cu care alții s-ar mândri. În consecință nu s-a făcut nimic.
După Revoluție, palatul a fost retrocedat urmașilor Nababului, care l-au vândut în 2009 lui Radu Tudorache, acesta fiind unul dintre proprietarii fondului de investiții Newarch Investments. Încă nu se cunosc planurile noului proprietar cu privire la soarta palatului. Se estimează că pentru restaurarea clădirii ar fi necesari 20 de milioane de euro.
În prezent, palatul este înscris în lista monumentelor istorice din județul Prahova din 2010 cu cod LMI PH-II-m-A-16490.01, sub titulatura Palatul "Micul Trianon”-ruine.